# Molophilus (Molophilus) peculiaris
Molophilus (Molophilus) peculiaris is een tweevleugelige uit de familie steltmuggen (Limoniidae). De soort komt voor in het Oriëntaals gebied.